# Zamek Brünninghausen
Zamek Brünninghausen (niem. Schloss Brünninghausen) – zabytkowy zamek w Dortmundzie (Nadrenia Północna-Westfalia).
W XIII w. majątek był własnością panów von: Brünninghausen i Stark. Od 1483 zamek był w posiadaniu rodziny von Romberg. W 1681 hrabia Conrad Phillipp von Romberg (1620–1703) polecił remont warowni i budowę wieży bramnej. Świadczy o tym płycina na budynku bramnym z herbem  von Romberg, rokiem 1681 i napisem w j. niem. DIESE PORTE GEBOWET ANNO  1681 VON CONRAD PHILIPP VON ROMBERG.

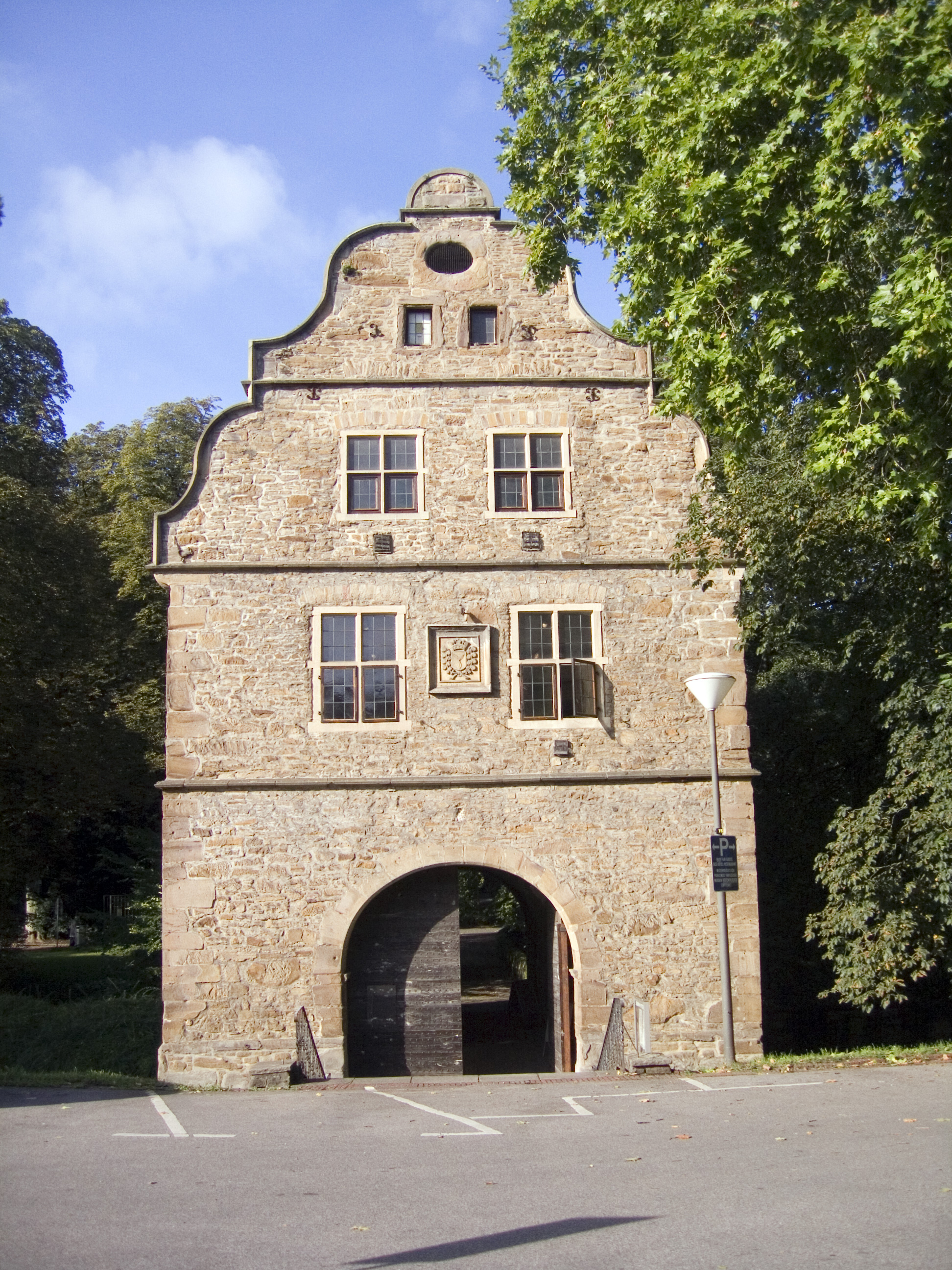
Budynek bramny z herbem Romberg
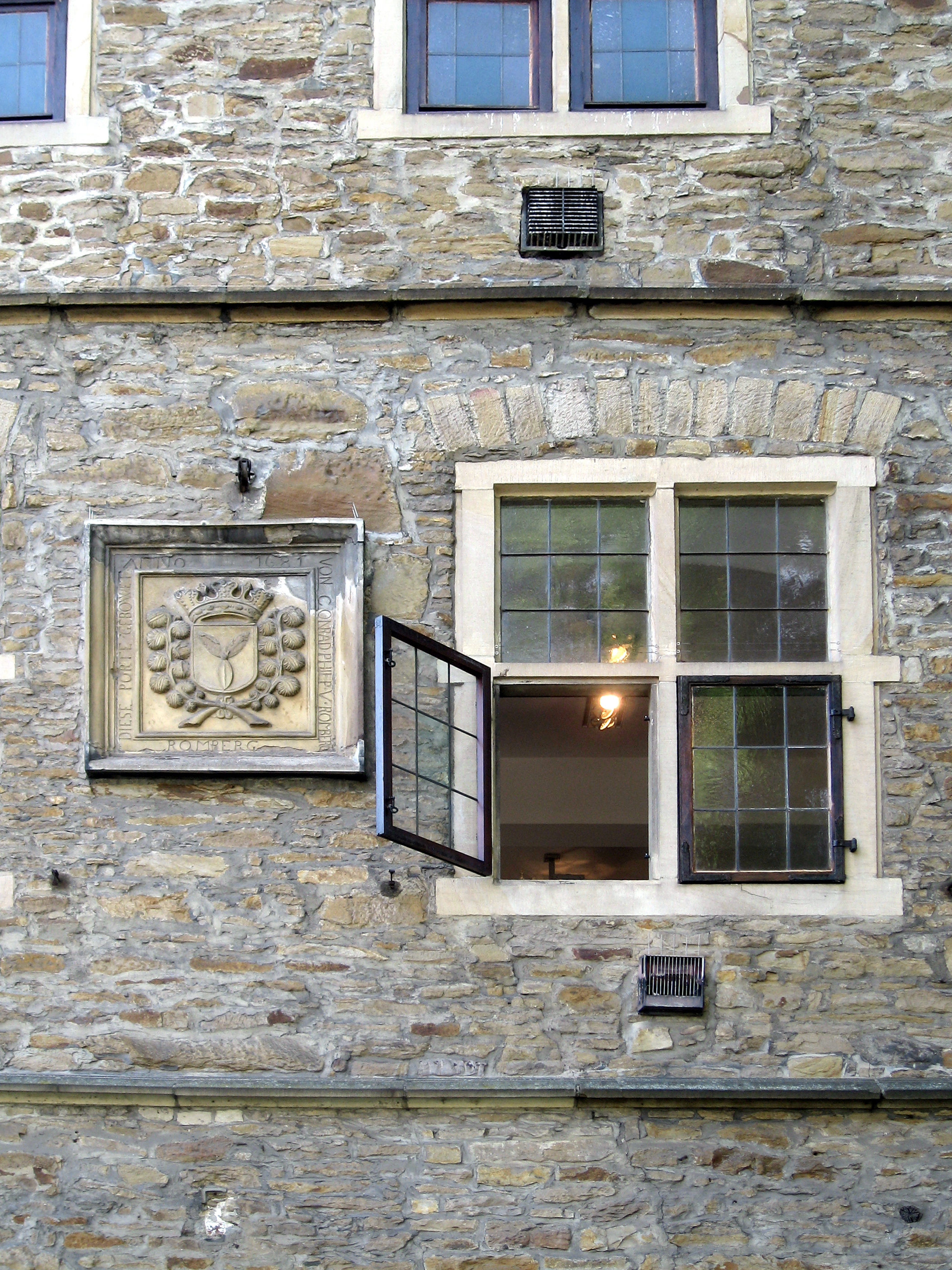
Herb Romberg na budynku bramnym
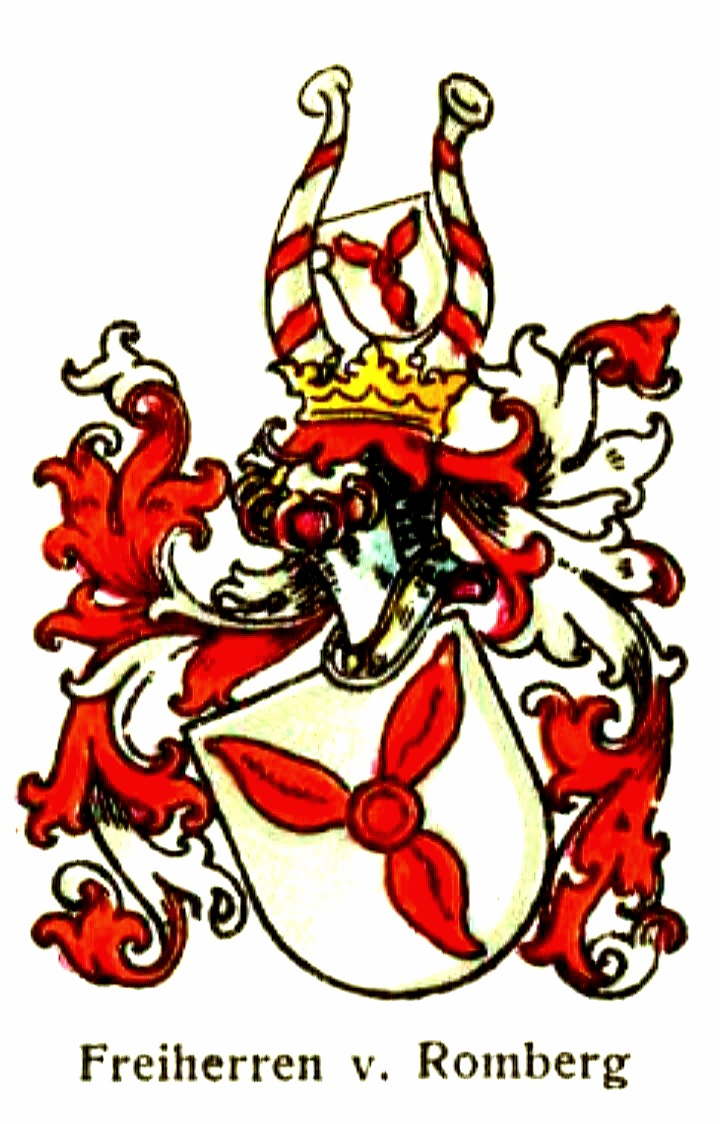
herb von Romberg
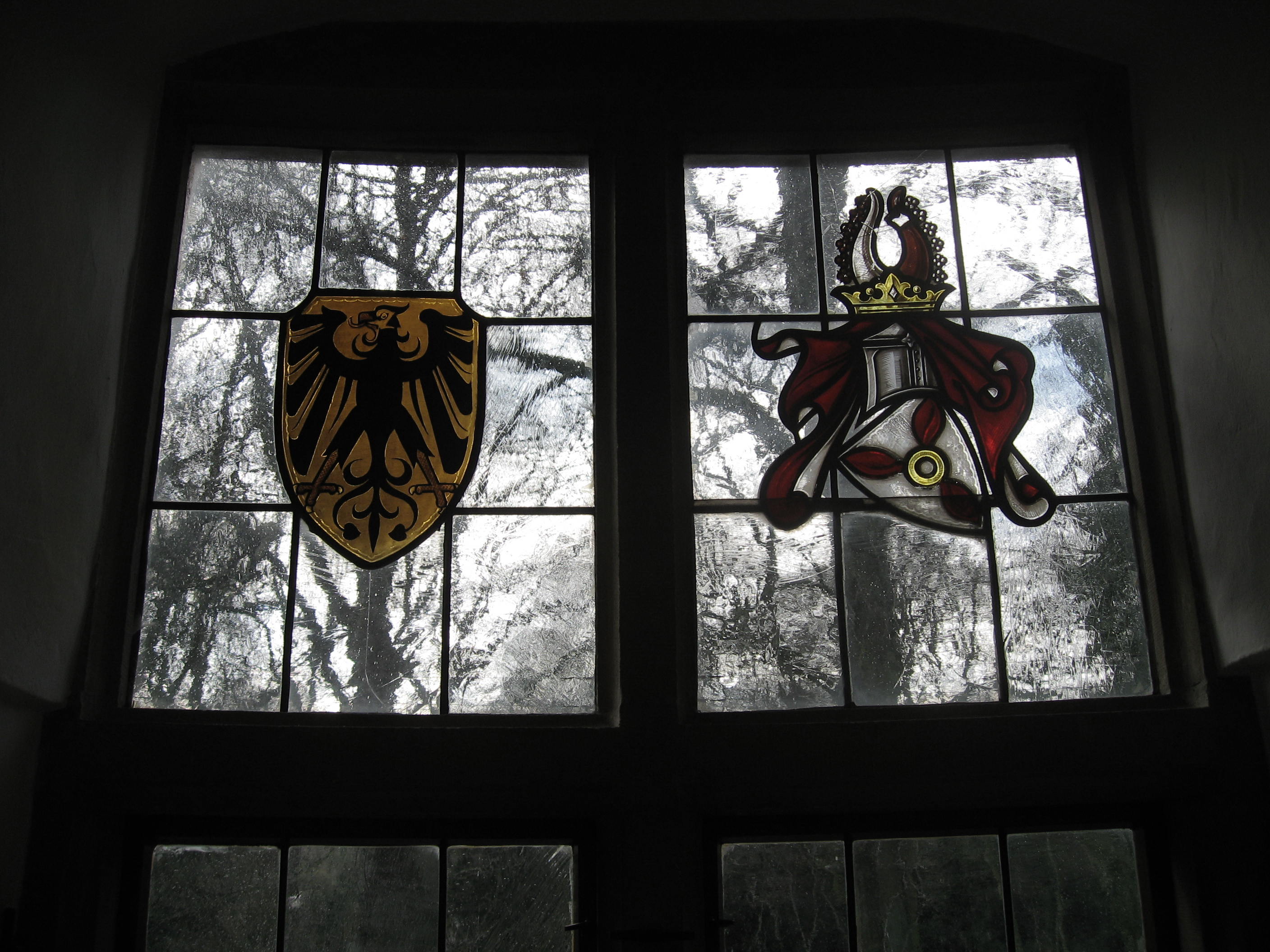
Witraż z herbami Dortmundu, Romberg
Herb Dortmundu
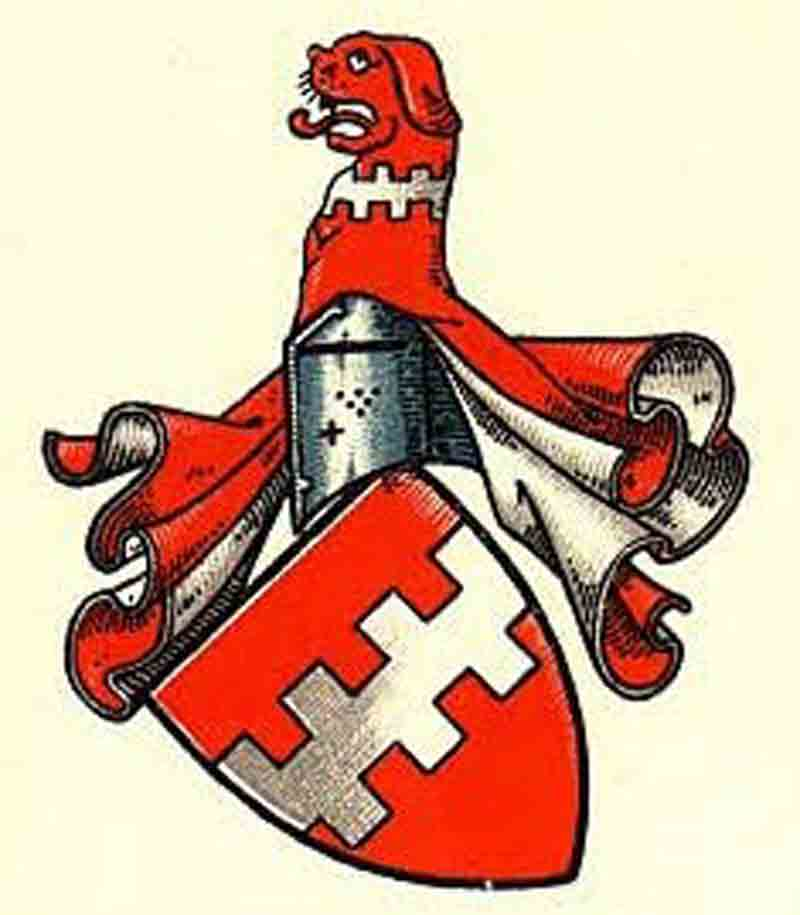
Herb von Nesselrode